# Chaetophthalmus setosus
Chaetophthalmus setosus är en tvåvingeart som beskrevs av Cantrell 1985. Chaetophthalmus setosus ingår i släktet Chaetophthalmus och familjen parasitflugor. Inga underarter finns listade i Catalogue of Life.